# Wpieriod za Rodinu
„Wpieriod za Rodinu” (Naprzód za Ojczyznę) (ros. Бронепоезд "Вперед за Родину") – lekki pociąg pancerny białych podczas wojny domowej w Rosji
Był jednym z pierwszych pociągów pancernych Armii Ochotniczej. Został utworzony 1 lipca 1918 r. w stanicy Tichorieckaja, stanowiącej jeden z największych węzłów kolejowych na północnym Kaukazie. Do jego budowy posłużyły zdobyte opancerzone platformy kolejowe. Był uzbrojony w 2 działa 75 mm. Początkowo występował jako „3 Pociąg Opancerzony”, zaś 16 listopada 1918 r. nazwano go „Wpieriod za Rodinu”. W lipcu 1918 r. uczestniczył w ataku na Jekaterynodar. Wkrótce potem zginął jego dowódca. W II poł. sierpnia tego roku od strony stanicy Kawkazkaja brał udział w natarciu na Armawir. Podczas walki na stacji Otrada-Kubanskaja 1 września zostały zniszczone jego 2 platformy, po czym odjechał do Jekaterynodara w celu otrzymania nowych. 14 września powrócił na front. Wspierał drugie natarcie na Armawir, po jego utracie dzień wcześniej. Artyleria bolszewicka trafiła w kocioł lokomotywy. Śmiertelnie ranny został dowódca. Wkrótce pociąg otrzymał działo 75 mm w obrotowej wieżyczce i został przeniesiony na linię kolejową Stawropol-stanica Kawkazkaja, gdzie wspierał atak na Stawropol. Następnie operował na linii kolejowej Stawropol-Swietłograd. 17 listopada, kiedy wracał do Stawropola dla uzupełnienia zapasów wody i paliwa, dostał się niespodziewanie pod ogień strzelecki oddziału bolszewickiego, w wyniku którego został silnie uszkodzony. Skierowano go na remont do stanicy Tichorieckaja. W 1919 r. wchodził w skład 1 Dywizjonu Pociągów Pancernych. Brak wiadomości o jego ówczesnych działaniach bojowych. Na pocz. 1920 r. walczył na linii kolejowej Armawir-Tuapse z partyzanckimi oddziałami „zielonych”. Po przybyciu pociągu pancernego „Generał Korniłow” odjechał do stacji Krymskaja. 9 lutego tego roku w czasie walki pod Biełoj Glinoj jego załoga poniosła ciężkie straty (zabitych 4 oficerów i 14 żołnierzy). Od 4 marca na czele kolumny pociągów pancernych przerwał obronę zgrupowania „zielonych”, po czym 10 marca przyjechał do Tuapse. Następnie wspierał ogniem artyleryjskim obronę miasta. 24 marca doszło do jego ostatniej walki w rejonie stacji Gojtch. Po jej zakończeniu załoga zdjęła dwa działa i obrotowe wieżyczki, przenosząc je na statki. Część załogi 25 marca broniła Tuapse. Pociąg 2 kwietnia został zostawiony w rejonie stacji Lao pod Tuapse. Na Krymie jego załoga skompletowała pociąg pancerny „Sewastopolec”.

## Dowódcy
- kpt. Wysiewko (do 1 sierpnia 1918 r., kiedy zginął)
- ppłk Grigoriew (do 2 października 1918 r., kiedy zginął)
- płk M. F. Kelberer (do 25 października 1918 r.)
- płk Gadd (do 7 kwietnia 1919 r.)
- płk Skoritowski (do 24 sierpnia 1919 r., kiedy zginął)
- kpt. W. A. Juriew (do 2 kwietnia 1920 r.)